# 강영숙 (농구인)
강영숙(1981년 9월 16일 ~ )은 대한민국의 전 여자 농구 선수다. 키 186cm로 포지션은 센터다. 동주여자상업고등학교를 졸업하고 2000년 한빛은행에 입단하여 데뷔했다. 2004년 9월 13일 가드 김영옥을 상대로 이연화와 김나연과 함께 트레이드되어 신한은행에 이적했다. 2009년 1월 31일 삼성생명과의 안산 홈 경기에서 데뷔 10년 만에 1,000 리바운드 기록을 세운 선수이다. 2011년 정규 리그 MVP에 선정되어 첫 개인 타이틀을 거머쥐었다. 2013년 1월 8일 조은주, 곽주영, 애슐리 로빈슨을 상대로 이연화, 캐서린 크라예펠트와 함께 구리 KDB생명 위너스에 트레이드되었다. 이후 2014년 2월 11일에 이정현과 2015 드래프트 1순위 지명권과 바꾸는 조건으로 다시 트레이드되어 친정 팀 춘천 우리은행 한새에 복귀했다.
2014-2015 시즌 후 FA 자격을 얻었으나, 재계약을 포기하고 현역 은퇴를 선언했다.

## 학력
- 사하초등학교
- 동주여자중학교
- 동주여자상업고등학교